# Ulica Turyńska w Tychach
Ulica Turyńska – jedna z głównych i najruchliwszych ulic Tychów, będąca częścią drogi krajowej nr 44.

## Pochodzenie nazwy
Nazwa ul. Turyńskiej ma ścisły związek z Fiatem – włoskim koncernem motoryzacyjnym, mającym swą siedzibę w Turynie, znanego głównie z produkcji popularnych samochodów osobowych i dostawczych. Koncern ten produkuje w Tychach Fiaty i inne samochody (FCA Poland). Ul. Turyńska biegnie przy północnej części fabryki. 

## Przebieg
Swój początek bierze od skrzyżowania świetlnego ul. Głównej i Kościelnej z ul. Oświęcimską i od tego momentu stanowi jej przedłużenie do wschodniej granicy miasta z Bieruniem. Ulica ta omija fabrykę Fiata od strony północnej i parę metrów za skrzyżowaniem z ul. Mysłowicką w kierunku Bierunia oraz Oświęcimia staje się drogą dwujezdniową.

## Otoczenie
- FCA Poland